# Long Bridge (Potomac River)
Die Long Bridge ist eine Eisenbahnbrücke über den Potomac River zwischen Washington, D.C. und dem Arlington County in Virginia, USA.
Sie ist die südlichste von fünf nahe beieinander stehenden, gelegentlich unter dem Begriff 14th Street bridges zusammengefassten Brücken, nämlich (von Nord nach Süd) den Straßenbrücken George Mason Memorial Bridge, Rochambeau Bridge und Arland D. Williams Junior Memorial Bridge sowie der U-Bahnbrücke Charles R. Fenwick Bridge und der Long Bridge. Der Potomac River ist in Washington noch gezeitenabhängig.
Ihre Vorgängerin an dieser Stelle, die 1809 eröffnete hölzerne Washington Bridge, war die drittälteste Brücke Washingtons nach der weit oberhalb gelegenen, 1797 fertiggestellten und damals Bridge at Little Falls genannten Chain Bridge und einer Brücke über den Eastern Branch genannten Anacostia River. Zur Unterscheidung von der kürzeren Chain Bridge wurde die neue Brücke bald nur noch Long Bridge genannt und behielt diesen Namen über die Zeitläufte.

## Beschreibung
Die jetzige Brücke ist eine zweigleisige Eisenbahnbrücke, die der CSX Transportation (CSXT) gehört und von deren Güterzügen sowie von Intercity-Zügen der Amtrak und den Nahverkehrszügen der Virginia Railway Express benutzt wird. Die insgesamt 774,5 m lange Brücke besteht seit ihrer Modernisierung 1942 aus stählernen Vollwandträgern über 22 Öffnungen und einer noch aus dem Jahr 1904 stammenden Drehbrücke, die aber seit 1969 nicht mehr in Betrieb ist.

## Geschichte

### Washington Bridge (1809)
Die Washington Bridge sollte die vorher nur mit einer Fähre mögliche Verbindung zwischen der damals 8000 Einwohner zählenden Hauptstadt und dem weiter flussabwärts liegenden Alexandria erleichtern, das zu der Zeit ebenfalls zum District of Columbia gehörte. Der von der privaten Washington Bridge Co. als Mautbrücke geplante Bau wurde 1808 vom Kongress genehmigt. Schon 1809 wurde die etwa 1500 m lange Jochbrücke eröffnet, die den noch nicht durch spätere Landgewinnungsmaßnahmen eingeengten Potomac River auf 201 Pfählen im Abstand von 7,6 m (25 ft) überbrückte. Auf der 11 m (36 ft) breiten Brücke befand sich eine 8,8 m (29 ft) breite Fahrbahn und zwei durch Geländer abgetrennte Gehwege sowie 20 Lampen. Sie war damals die längste Brücke der USA. Für den Schiffsverkehr waren zwei Zugbrücken vorgesehen.
Nach der Schlacht bei Bladensburg 1814 im Britisch-Amerikanischen Krieg wurden beide Enden der Brücke angezündet, das eine von den sich nach Virginia zurückziehenden Amerikanern, das andere von den siegreichen Briten. 1816 wurde sie wiederhergestellt.

### Long Bridge (1835)

Stadtplan von Washington mit der Long Bridge – Potomac Bridge

Im Februar 1831 wurde die Brücke durch ein Hochwasser und Eisgang weitgehend zerstört. Da die Washington Bridge Co. die Reparaturkosten nicht tragen konnte, erwarb der District of Columbia die Brücke und reparierte sie nach einigen Diskussionen, ob man nicht besser eine allerdings wesentlich teurere Brücke mit Steinpfeilern und einem eisernen Überbau bauen sollte. Für die neue, nunmehr mautfreie Long Bridge wurden auf den Uferbereichen lange Zugangsdämme aufgeschüttet. Die reparierte Brücke war wieder eine Pfahljochbrücke mit zwei 20 m (66 ft) weiten Zugbrücken. Sie wurde im Oktober 1835 im Beisein von Präsident Andrew Jackson dem Verkehr übergeben.
Die Hochwasserschäden in den Jahren 1836, 1841 und 1852 führten zu Unterbrechungen, wurden aber bald repariert.
Zu Beginn des Eisenbahnzeitalters erreichte die Baltimore and Ohio Railroad (B&O) 1835 Washington. Eine Verbindung über den Potomac River nach Alexandria war aber lange nicht möglich, da die Gesetzgebung von Virginia, zu dem die Stadt seit 1847 wieder gehörte, eine Eisenbahn über den Fluss verbot. Auch nachdem die Richmond, Fredericksburg and Potomac Railroad (RF&P) Alexandria erreicht hatte, musste die Fracht an den beiden Flussufern entladen und mit Fuhrwerken über die Long Bridge transportiert werden.

### Bürgerkrieg, Eisenbahnbrücke (1864)
Unmittelbar nachdem Virginia am Beginn des amerikanischen Bürgerkrieg die Union verlassen hatte, besetzten deren Truppen im April 1861 die Brücke und Alexandria. Nun wurden auch Gleise über die Brücke gelegt, die aber für Lokomotiven und Güterwaggons zu schwach war. Deshalb mussten die Güter auf leichten Wagen von Pferden über die Brücke gezogen werden. Kurz darauf wurden einige Fachwerkträger zur Verstärkung eingebaut.
1863 wurde mit dem Bau einer neuen Eisenbahnbrücke wenige Meter flussabwärts begonnen. Sie war ebenfalls eine Pfahljochbrücke mit einer Länge von 1555,7 m (5104 ft). Sie hatte 203 Öffnungen sowie zwei jeweils 25 m (82 ft) weite Zugbrücken. Anfang 1865 wurde angeordnet, die Gleise von der alten auf die neue Brücke zu verlagern. 1865 wurde sie von der Washington, Alexandria, and Georgetown Railroad in Betrieb genommen.

### Eisenbahnbrücke (1872)

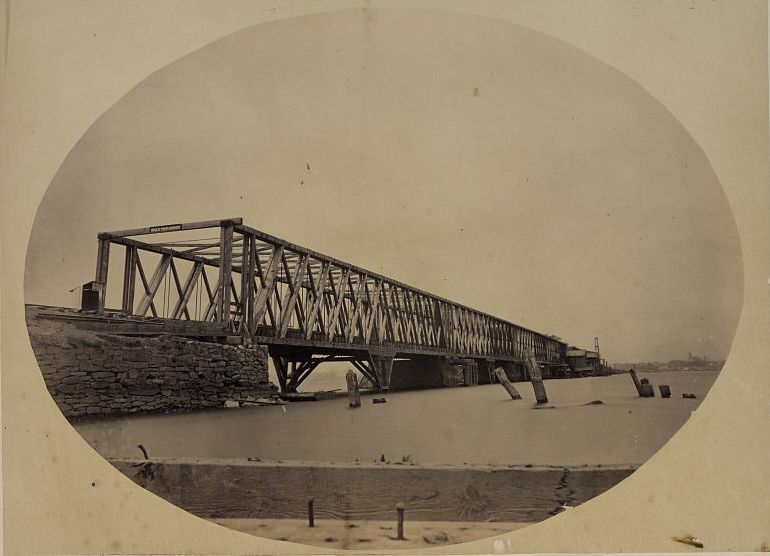
Long Bridge mit Howeträgern

Am 1. Oktober 1870 wurden beide Brücken in einem außergewöhnlich starken Sturm vom Hochwasser schwer beschädigt, aber später wieder repariert.
Nachdem Gesetze aus den Jahren 1867 und 1870 der Baltimore and Potomac Railroad, einer Tochter der Pennsylvania Railroad, das Recht gegeben hatten, eine 1,6 km lange kombinierte Straßen- und Eisenbahnbrücke anstelle der Long Bridge zu bauen, begannen 1871 die Bauarbeiten für eine neue Brücke. Es wurden höhere Zugangsdämme aufgeschüttet und die Ufer befestigt. Zwischen den Dämmen entstanden der Virginia channel mit 14 Steinpfeilern und der Washington channel mit 6 Steinpfeilern, die mit 51,8 m (170 ft) langen hölzernen Howeträgern mit eisernen Zugstangen überbrückt wurden. Die Brücke war 11 m breit (36 ft). Für die Schifffahrt gab es in den Kanälen zwei eiserne, 18,6 und 29,5 m (61 und 96 1/2 ft) weite Zugbrücken.
Anfang 1872 wurde der Verkehr auf der alten Brücke aus Sicherheits- und Kostengründen eingestellt, da die neue Brücke demnächst fertiggestellt würde. Am 15. Mai 1872 wurde die neue Brücke durch einen Zug der A. & W. R.R. eröffnet. Die alte Brücke wurde in wenigen Tagen nach dem 25. November 1872 beseitigt.
Im Februar 1881 wurden drei Träger von einem Hochwasser weggerissen, aber der Schaden wurde in einer Woche repariert. 1884 wurde die Brücke verstärkt.

### Eisenbahnbrücke (1904), Straßenbrücke (1906)
Als Ersatz der in die Jahre gekommenen und vollkommen überlasteten Holzbrücke begann die Pennsylvania Railroad 1901 mit dem Bau einer stählernen Eisenbahnbrücke 45 m oberhalb der alten Brücke. Die nun 770,8 m (2529 ft) lange Brücke überquerte den Fluss mit 11 Pratt-Fachwerkträgern in fast sieben Meter Höhe. Ihre Steinpfeiler waren wesentlich stärker als die der alten Brücke und hielten Hochwasser und Eis stand. Statt der Zugbrücken gab es eine große stählerne Drehbrücke. 1904 wurde die Brücke in Betrieb genommen.
Zur gleichen Zeit begann die neue Potomac Bridge Commission mit dem Bau einer parallelen stählernen Straßenbrücke, die 1906 eröffnet wurde. Sie war 18,6 m (61 ft) breit, hatte eine 13,7 m breite Fahrbahn und zwei 2,4 m (8 ft) breite Gehwege sowie eine elektrische Beleuchtung. Diese Brücke wurde 1928 geschlossen, als der enorm gestiegene Verkehr andere, breitere Brücken erforderte.
In den Jahren 1942 und 1943 wurde die Eisenbahnbrücke wegen der gestiegenen Verkehrslasten verstärkt. Die Fachwerkträger wurden durch eine Konstruktion aus Vollwandträgern ersetzt, die durch 12 zusätzliche Pfeiler gestützt wurden. Nur die Drehbrücke blieb erhalten, wird aber seit 1969 nicht mehr benutzt.

## Neubaupläne
Unmittelbar oberhalb der existierenden Brücke sollen eine neue Eisenbahnbrücke sowie eine getrennte Fußgängerbrücke gebaut werden.